# Soldanella alpina
Soldanella alpina es una especie de planta de la familia de las primuláceas

## Descripción
Planta alpina  de 30 cm de altura, con rizoma corto, hojas en roseta basal, con peciolos largos de 1 a 6 cm con pelos glandulares muy cortos, pronto glabrescentes, limbo grueso, arriñonado, casi circular, de 1,5 a 6 cm de ancho, con escotadura en la base, a veces de 1/6 de longitud, verde oscuras, lustrosas, generalmente enteras, con borde plano y tacto coriáceo. Tallos florales de 5 a 15 cm en flor y hasta 30 cm en fruto. Inflorescencia en umbelas de 2 a 5 flores hermafroditas, de color azul-violeta con pedicelos de 3 a 15 mm, acrescentes en la fructificación, cáliz con 5 sépalos  soldados de color pardo-rojizo y con sendas lacinias lanceoladas, corola de 8 a 13 mm, raramente blanca, con escamas en la garganta y dividida hasta la mitad o más de su longitud en 4 a 6 lóbulos o lacinias lineares y estrechas, con 5 pétalos soldados en la zona inferior en forma de embudo, de 7 a 15 mm de longitud, 5 estambres lampiños soldados en el tercio inferior, con filamentos más cortos que los sacos polínicos, ovario súpero. Fruto en cápsula de 10 a 15 mm de longitud, dehiscente, que se abre en 10 dientes. Polinización por insectos.

## Hábitat
Preferentemente sobre suelos frescos, más o menos ricos en nutrientes y en bases, en prados alpinos húmedos por infiltración, roquedos, pequeños valles nevados y depresiones. De 1350 a 2600 m s. n. m.

## Distribución
En Europa, se encuentra en Francia, Alemania, Suiza, Austria, Italia, Bulgaria y la República Checa. En España en Asturias y Pirineos.

## Nombres comunes
- Castellano: lunaria menor de flores azules, soldanella de la sierra.[1]

## Sinonimia
- Soldanella alpina subsp. alpina L.
- Soldanella alpina subsp. cantabrica Kress[1]